# أبو العباس إسماعيل
أبو العباس إسماعيل (الفارسية: ابوالقاسم عباس اسماعیل؛ تُوفي 973 م)، كان رجل دولة إيرانيًا من آل ميكال، خدم العباسيين، ثم السامانيين.

## السيرة
كان ابن عبد الله الميكالي، أحد كبار رجال الصفاريين، ولاحقًا حاكم الأهواز في عهد العباسيين. وعندما كبر أبو العباس، بدأ أيضًا في خدمة العباسيين، وأصبح فيما بعد راعيًا لمعلمه الشاعر ابن دريد. انتقل أبو العباس بعد ذلك إلى نيسابور، في موطنه خراسان، والتي كانت آنذاك تحت سيطرة السامانيين الإيرانيين. في عام 958، عينه الوزير أبو جعفر العتبي في عهد الحاكم الساماني عبد الملك الأول رئيسًا للديوان. وظلّ أبو العباس يشغل هذا المنصب حتى وفاته عام 973 م.
وكان له ثلاثة أبناء، أحدهم اسمه أبو محمد عبد الله، الذي حصل على مناصب والده، وآخر اسمه أبو جعفر الميكالي، والأخير اسمه أبو القاسم علي، وهو ضابط عسكري قاتل مع البيزنطيين والأتراك الوثنيين في سهوبهم.